# HMS Swiftsure (1787)
HMS Swiftsure (Корабль Его Величества «Свифтшур») — 74-пушечный линейный корабль третьего ранга. Пятый корабль Королевского флота, названный HMS Swiftsure. Восьмой корабль типа Elizabeth. Заложен в мае 1784 года. Спущен на воду 4 апреля 1787 года на частной верфи Уильяма Уэллса в Дептфорде. Большую часть своей службы Swiftsure провел в составе Королевского флота, за исключением периода с 1801 по 1805 год, когда он был захвачен французами и находился на службе ВМФ Франции. Он принял участие в нескольких известных сражениях Французских революционных и Наполеоновских войн, в том числе в битве при Ниле и в сражении при Трафальгаре, где и был отбит англичанами.

### Британская служба
Swiftsure был введен в эксплуатацию под командованием своего первого капитана сэра Джеймса Уоллеса в июне 1790 года. Затем он был отправлен в Плимут, где в августе ему предстоял еще один ремонт, который должен был подготовить корабль к службе в Ла-Манше. После начального периода службы он был выведен из состава флота и в сентябре 1791 года прошёл более серьезную 
перестройку, а затем и еще один ремонт в следующем году. Он вернулся в строй и был вновь принят в состав флота под командованием капитана Чарльза Бойлеса в июле 1793 года. Swiftsure служил флагманом контр-адмирала сэра Роберта Кингсмилла, и находился на Ирландской станции в 1794 году. В сражении 7 мая 1794 года он захватил 36-пушечный французский фрегат Atalante, прежде чем вернуться в Плимут для проведения очередного ремонта. Он снова вернулся в строй и отплыл из Британии в Ямайку 14 мая 1795 года. В декабре 1795 года командование над Swiftsure принял капитан Роберт Паркер, который и привёл корабль обратно в Великобританию. Он был переоборудован в Портсмуте в следующем году, и вновь введен в эксплуатацию в октябре 1796 года под командованием капитана Артура Филлипса. Его сменил в сентябре 1797 года капитан Джон Ирвин, но в следующем месяце командование принял капитан Бенджамин Хэллоуэлл.

### Битва на Ниле

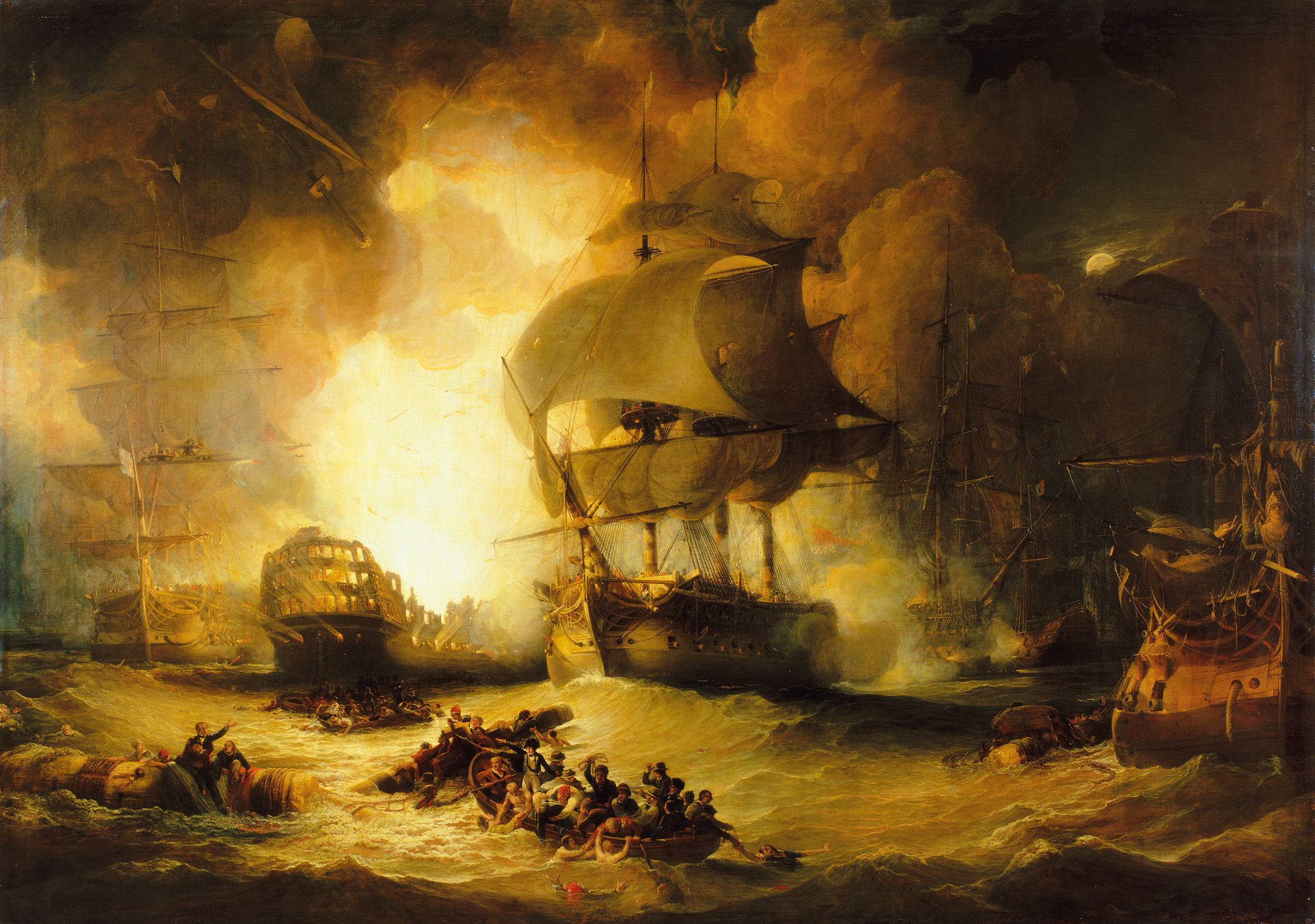
Взрыв Orient, Swiftsure находится в центре картины.

Хэллоуэлл всё еще командовал Swiftsure, когда  в 1798 году ему было приказано присоединиться к эскадре Горацио Нельсона, которая была отправлена для наблюдения за французским флотом в Тулоне. Однако Нельсон прибыл слишком поздно, и французский флот уже отплыл, перевозя 30000 солдат под командованием генерала Наполеона Бонапарта. В июне 1798 года Бонапарт захватил Мальту, а в июле вторгся в Египет. Нельсон и его флот преследовали их, и в конце концов обнаружили французский флот стоящим на якоре в заливе Абукир 1 августа. Swiftsure к этому времени был отправлен Нельсоном на разведку в Александрию, и прибыл к месту сражения лишь после наступления темноты, сразу же решив вступить в бой. Однако из-за темноты и плотного дыма оказалось довольно сложно отличись свои корабли от судов неприятеля, так что капитан Хэллоуэлл решил не открывать огонь пока не бросит якорь и не подготовит свой корабль к бою. Когда Swiftsure подошел ближе, с его борта обнаружили неизвестный корабль, не принимавший участия в сражении. Хэллоуэлл решил что это француз, но решил подойти к нему еще ближе, чтобы встать возле него на якорь. Однако вскоре выяснилось, что это HMS Bellerophon, который очень сильно пострадал от огня 110-пушечного французского флагмана Orient, и был вынужден выйти из боя.
Хэллоуэлл поставил Swiftsure на якорь между Franklin и Orient и открыл по ним огонь с обоих бортов. После часового обмена залпами на борту Orient возник пожар. Тогда Хэллоуэлл приказал своим людям сконцентрировать огонь в этом месте, в то время как Alexander зашел с другого борта и сделал то же самое. Когда пожар стал распространяться, французы начали покидать горящий корабль, и их стали поднимать на борт британских кораблей, так Swiftsure спас первого лейтенанта Orient и еще десяток матросов. Видя, что огонь окончательно вышел из-под контроля, Swiftsure и другие британские корабли решили отойти подальше от Orient, но когда он взорвался в 10 вечера, Swiftsure находился всё ещё достаточно близко и был повреждён обломками. После гибели Orient, Swiftsure вместе с Defence продолжали обмениваться залпами с Franklin, пока он не спустил флаг. Swiftsure затем вступил в бой с Tonnant, и вместе с другими британскими кораблями вынудил его выброситься на берег. На борту Swiftsure было семь человек убитых и 22 раненых во время боя. Хэллоуэлл получил золотую медаль за свои действия в сражении, а первый лейтенант Swiftsure, Томас Кован, был повышен до командора. После битвы Хэллоуэлл и Swiftsure приняли участие в атаке на остров Абукир 8 августа, уничтожив несколько вражеских орудий. Два дня спустя, 10 августа, Swiftsure наткнулся на 16-пушечный корвет Fortune и заставил его сдаться.

### Египетское и итальянское побережье
Swiftsure остался у берегов Египта в составе эскадры Сэмюэля Худа, пока не отплыл 14 февраля 1799 года чтобы присоединиться к Нельсону в Палермо. Затем он присоединился к эскадре Томаса Трубриджа и отплыл в Неаполь 31 марта 1799 года. Эскадра прибыла 2 апреля, и Хэллоуэлл высадился в Прочиде, чтобы восстановить там монархическое правление. Затем эскадра курсировала у берегов Италии, оказывая поддержку солдатам в сухопутных операциях, благодаря которым было уничтожено несколько фортов. 7 августа Swiftsure был отправлен в Чивитавеккья, где Хэллоуэлл вёл переговоры о капитуляции французского гарнизона.Однако прежде, чем переговоры были завершены, Swiftsure было приказано идти в Гибралтар, а оттуда в Лиссабон, куда он прибыл 30 ноября. Он курсировал в той области в составе британской эскадры, захватив два торговых судна 6 декабря.

### Захват
Находясь в море в феврале 1800 года, Swiftsure попал в сильный шторм и был сильно поврежден, так что ему пришлось вернуться в Гибралтар для ремонта. Вернувшись в строй и вновь присоединившись к британской эскадре, он принял участие в погоне за 
флотилией противника, которая была замечена 7 апреля. В результате преследования были захвачены два фрегата и большое число 
торговых судов. Swiftsure также внес свой вклад, захватив 12 апреля испанскую шхуну. Затем он был флагманом сэра Ричарда Бикертона во время блокады Кадиса, перед тем, как был назначен в состав флота лорда Кейта. 1 марта около 70 боевых кораблей вместе с транспортами, перевозящими 16000 солдат, прибыли в Абукирский залив вблизи Александрии. Непогода задержала высадку войск на неделю, но 8 марта Кокрейн был назначен руководить флотилией из 320 шлюпок которые высадили войска на берег. Солдаты с французских береговых батарей попытались помешать высадке, но британцы смогли отбить их атаку и на следующий день сэр Ральф Эберкромби в вся британская армия уже были на берегу. Поскольку Swiftsure потерял нескольких человек ранеными, а многие члены экипажа были больны, Кейт приказал оставить с ним 80 человек из команды Swiftsure, а затем отправил судно на Мальту для сопровождения торгового конвоя.
Так как Swiftsure принимал участие в египетской кампании с 8 марта по 2 сентября 1801 года, его офицеры и команда получили 
право на медаль с пряжкой "Египет", которой Адмиралтейство наградило в 1850 году всех выживших участников.
Находясь в пути, Хэллоуэлл узнал, что в море вышла французская эскадра под командованием адмирала Оноре Жозефа Антуана Гантома. Хэллоуэлл решил вернуться, чтобы усилить эскадру сэра Джона Уоррена, но 24 июня был обнаружен эскадрой Гантома. Swiftsure серьезно пострадал из-за штормов и не мог развивать достаточную скорость, к тому же сказывалась нехватка экипажа, так что у него не было никакой возможности уйти от погони. Swiftsure был настигнут французской эскадрой, состоящей из четырех линейных кораблей и одного фрегата. В последовавшей перестрелке Indivisible и Dix-Août удалось сбить его мачты, и Swiftsure был вынужден сдаться. На борту Swiftsure два человека были убиты, двое смертельно ранены, и еще шесть получили ранения, в то время как французы потеряли 33 человека убитыми и ранеными. По возвращении на родину Хэллоуэлл был предан военно-полевому суду за сдачу своего корабля, но был с почестями оправдан. Захваченный Swiftsure был принят в состав французского флота, сохранив при этом первоначальное название.

### Французская служба
В ноябре 1802 года после того, как генерал Донасьен Мари Жозеф де Рошамбо заменил Шарля Леклерка на посту губернатора Сан-Доминго, он отличился жестокостью, отправив весь гарнизон Форт-Дофина на Swiftsure, чтобы экипаж выбросил его за борт. Рошамбо приказал и всем французским кораблям провести такие казни. Только морской офицер Жан-Батист-Филибер Вилломе отказался, заявив: «Офицеры флота Франции не палачи. Я не буду этого делать».

### Трафальгарское сражение
Swiftsure провел в составе МВФ Франции четыре года, прежде чем присоединился к флоту вице-адмирала Вильнева, формировавшемуся в Кадисе, под командованием своего капитана Шарля Виллемадрина. 21 октября 1805 года он отплыл с объединенным франко-испанским флотом, чтобы принять участие в битве при Трафальгаре. Во время сражения он входил в арьергард линии союзников, располагаясь между Aigle и Argonaute. Он был обстрелян HMS Colossus, и в результате перестрелки потерял главную стеньгу. Он начал дрейфовать, в то время как Colossus открыл огонь по Bahama. Затем экипаж Swiftsure восстановил контроль над судном и вернулся чтобы вновь открыть огонь по Colossus, но в это время HMS Orion под командованием Эдварда Кодрингтона прошел сквозь дым, и пройдя за кормой Swiftsure, дал по нему несколько разрушительных залпов. Swiftsure лишился грот-мачты, у него был поврежден штурвал, а разбиты несколько орудий. Виллемадрин пытался оказать сопротивление, но в конечном итоге сдался, потеряв 68 человек убитыми и 123 ранеными во время боя.
После битвы он был взят на буксир HMS Dreadnought. Из-за разразившегося на следующий день шторма буксировочной трос оборвался и 23 октября он стал дрейфовать в сторону Кадиса. Однако фрегату Phoebe удалось вновь взять Swiftsure на буксир, с фрегата также была направлена партия плотников, чтобы помочь остановить течь. Из-за ухудшения погоды трос вновь оборвался, но отряду с Phoebe удалось сохранить контроль над судном и они смогли поставить его на якорь 26 октября. Polyphemus снова взял его на буксир, и привел в Гибралтар.

## Вновь в Королевском флоте
Swiftsure был отремонтирован в Гибралтаре и вновь введен в эксплуатацию в апреле 1806 под командованием капитана Джорджа Дигби. Он отплыл домой, прибыв в Чатем 11 июня 1806 года. К этому времени в строй вступил еще один HMS Swiftsure, который принял участие в сражении при Трафальгаре. Захваченный Swiftsure был переименован в HMS Irresistible, и оставлен в резерве. Он был вновь введен в строй в марте 1808 года под командованием капитана Джорджа Фоука, и использовался в качестве плавучей тюрьмы в Чатеме. Он служил в этом качестве пока не был отправлен на слом и  разобран в январе 1816 года.